# Разбијач
Разбијач (енгл. Demolition Man) је амерички научнофантастични акциони филм из 1993. године. Режирао га је Марко Брамбила, сценарио су написали Питер М. Ленков, Роберт Рино и Данијел Вотерс, а продуцирали су га Џоел Силвер и Хауард Казанџијан. Главне улоге тумаче Силвестер Сталоне, Весли Снајпс, Најџел Хоторн и Сандра Булок.
Када је наредник Џон Спартан одмрзнут из Криозатвора 2032. године, речено му је да је Сајмон Феникс, психопатски убица који је био у затвору са њим, на слободи и да мора бити заустављен по сваку цену.

## Радња
Радња је смештена у 2032. годину у наизглед мирну Калифорнију, али власти су суочене са појавом незаустављивог криминалца Сајмона
Феникса (Весли Снајпс). Они буде залеђеног полицајца Џона Спартана (Силвестер Сталоне), који му се једини може супротставити.

## Улоге
| Глумац            | Улога                                      |
| ----------------- | ------------------------------------------ |
| Силвестер Сталоне | Џон Спартан                                |
| Весли Снајпс      | Сајмон Финикс                              |
| Сандра Булок      | поручник Ленина Хаксли                     |
| Најџел Хоторн     | др Рејмонд Кокто                           |
| Бенџамин Брет     | Алфредо Гарсија                            |
| Денис Лири        | Едгар Френдли                              |
| Роб Шнајдер       | позорник Ервин                             |
| Џек Блек          | скупљач отпада                             |
| Џеси Вентура      | Адам, Финиксов Крајокон савезник           |
| Бил Кобс          | Закари Лам (стар)                          |
| Боб Гантон        | Начелник полиције Џорџ Ерл                 |
| Глен Шадикс       | помоћник Боб                               |
| Трој Еванс        | Опаки полицајац                            |
| Гранд Л. Буш      | Закари Лам (млад)                          |
| Пат Скипер        | пилот хеликоптера                          |
| Стив Кејхан       | Капетан Хили                               |
| Бренди Ледфорд    | видео девојка с погрешног броја            |
| Пол Болен         | T.F.R. полицајац                           |
| Марк Колсон       | Помоћник надзорника Вилијам Смитерс (млад) |
| Андре Грегори     | Надзорник Вилијам Смитерс (старији)        |

## Зарада
Филм је у САД зарадио 58.055.768 $.